# Frank Zane
Frank Zane (* 28. června 1942 Kingston, Pensylvánie) je bývalý americký kulturista. Už ve škole se chtěl stát učitelem, což se mu později vyplnilo. Přestože postava Franka Zana neoplývala velkým množstvím svalové hmoty, i tak se stal ikonou světové kulturistiky. V dnešní době obrovských objemů se jeho popularita ještě zvyšuje.

## Kulturistická kariéra
Frank Zane poprvé zavítal do posilovny v době kdy navštěvoval střední školu a systematicky začal trénovat v 17 letech. V době, kdy začal posilovat, měřil 179 centimetrů a vážil pouhých 65 kilogramů. Jeho kariéra byla plná prohraných soubojů a ze začátku nic nenaznačovalo, že by se měl stát kulturistickým šampiónem.
Svých prvních závodů se zúčastnil v roce 1961. Jednalo se o soutěž Mr. Pennsylvania na které skončil na posledním, 17. místě. O rok později už se mnohem lépe připravený zúčastnil lokální soutěže Mr. Keyton, kterou se mu podařilo vyhrát. V roce 1963 se na stejné soutěži umístil na druhém místě.
Pravidelně se účastnil soutěže nazvané muž měsíce v časopise Strength&Health, kterou se mu po několika neúspěšných pokusech podařilo vyhrát. To ho ještě víc podpořilo v jeho úsilí. V roce 1965 vyhrál Frank svou první větší soutěž. Jednalo se o soutěž Mr. Sunshine State. Po tomto úspěchu už se začínal řadit mezi světovou špičku.
Stejný rok se na soutěži Mr. Universe IFBB střetnul s absolutním šampionem té doby Sergio Olivou, který ho porazil. Prohra Franka motivovala k ještě tvrdší přípravě. Svou výbornou formu potvrzoval vítězstvím na Mr. America v roce 1966 a dvou následujících letech. Další triumfy ho čekaly na soutěži Mr. World v roce 1969 a Mr. Universe v letech 1970 a 1972.
Na nejvyšší soutěži, kterou byla soutěž Mr. Olympia se Frankovi nedařilo porážet tehdejší špičky světové kulturistiky Arnolda Schwarzeneggera a Sergia Olivu. V roce 1972 byla soutěž Mr. Olympia poprvé rozdělena na dvě váhové kategorie. V roce 1974 soutěžil v lehčí váhové kategorii o první místo s Frankem Columbem. Z toho souboje vyšel jako poražený. Ve dvou následujících letech končí Frank v lehčí váhové kategorii na čtvrtém a druhém místě.
Rok 1977 je pro soutěž Mr. Olympia velkým zvratem, protože ze soutěžního pódia odchází Franco Columbo, Arnold Schwarzenegger i Lou Ferrigno, naprostá špička tehdejší doby. Po odchodu těchto ikon světové kulturistiky už se soutěže nezúčastňuje nikdo, s kým by si Frank neuměl poradit a odnáší si v letech 1977, 1978 a 1979 naprosté vítězství této soutěže.
V roce 1980 si vítězství odnáší Arnold, který se do soutěže vrátil a na Franka zůstává až 3 místo. V roce 1981 se Frank soutěže nezúčastnil a v letech 1982 a 1983 skončil na druhém a na čtvrtém místě. V roce 1983 se soutěže Mr. Olympia zúčastnil naposledy. V tento rok současně oznamuje ukončení své soutěžní kariéry.

## Zajímavosti
I po skončení soutěžní kariéry se Frank objevuje v prostředí kulturistiky. Začíná vydávat svůj čtvrtletní časopis Building of Body. Vydává také mnoho knih týkajících se kulturistické stravy a tréninku.
Frank byl přezdíván The chemist, což v češtině znamená chemik. Tuto přezdívku získal jednak kvůli svému vzdělání, a také kvůli tomu, že měl neobyčejnou oblibu v požívání kulturistických suplementů.[zdroj?]
Frank se nevymykal jen svou postavou, ale i stylem tréninku. Tvrdil, že po několika letech cvičení by se mělo naprosto upustit od obecných pouček o trénování a jednoduše naslouchat svému tělu a podle toho trénovat. Každé ráno začínal meditací, která ho měla připravovat na pozdější trénink. Tvrdil, že polovina úspěchu při cvičení je dána duševní koncentrací.
Zane je jedním ze tří lidí na světě, kterým se podařilo porazit Arnolda Schwarzeneggera v kulturistické soutěži. Je jedním z mála úplných vítězů soutěže Mr. Olympia, kteří vážili pod 200 liber. Frankovi se podařilo vyhrát téměř všechny důležité kulturistické soutěže, které v jeho době existovaly.